# Antonino Lo Presti
Antonino Lo Presti (Palermo, 1º luglio 1954) è un avvocato e politico italiano.

## Biografia
Avvocato civilista del foro di Palermo.
Diviene presidente provinciale di Alleanza Nazionale a Palermo nel 1996, ed è eletto quell'anno per la prima volta alla Camera dei deputati nella XIII legislatura nella lista di Alleanza Nazionale nella circoscrizione proporzionale Sicilia 1. Nel corso del mandato è stato componente della Commissione Lavoro e della Commissione parlamentare per il Controllo sulle attività degli enti gestori di forme obbligatorie di previdenza ed assistenza sociale.
Riconfermato nel 2001 alla Camera nella legislatura successiva, in questo caso in virtù di una candidatura nel collegio maggioritario Palermo-Capaci con un collegamento alla lista civetta Abolizione dello scorporo,iscritto al gruppo di AN, nel corso del mandato è stato componente delle stesse Commissioni.
Nella XV Legislatura (2006) è stato riconfermato alla Camera, candidato nella lista di Alleanza Nazionale nella circoscrizione Sicilia 1. Diviene vicepresidente della Commissione parlamentare per il Controllo sulle attività degli enti gestori di forme obbligatorie di previdenza ed assistenza sociale. Lo Presti è stato responsabile nazionale "Libere professioni" del suo partito.
Rieletto nel 2008 alla Camera nella XVI legislatura nella lista del Popolo della libertà della Sicilia occidentale, è componente delle Commissioni II (Giustizia) V (Bilancio), della Giunta per le Autorizzazione a procedere, vicepresidente della Commissione Bicamerale di controllo degli Enti di previdenza e Presidente del Comitato per la legislazione.
È stato indicato come componente laico del CSM in quota PdL nel 2010 ma venendo considerato troppo vicino a Fini viene clamorosamente escluso dai candidati ufficiali ottenendo solo 102 voti e non risultando eletto.
Il 30 luglio 2010, assieme ad altri deputati e senatori, Lo Presti annuncia l'uscita dal gruppo PdL per formare Futuro e Libertà per l'Italia, di cui è stato segretario amministrativo fino al dicembre 2012.
Nel mese di dicembre 2012 si è dimesso dalla carica di deputato della Repubblica, perché nominato componente del Consiglio di Giustizia Amministrativa della Regione Siciliana (CGARS), Sezione Consultiva, con Decreto del Presidente della Repubblica del 31 ottobre 2012.
Tale incarico nella magistratura amministrativa, della durata di sei anni, è incompatibile con cariche politiche e l'esercizio la professione forense. Da tale incarico è cessato il 14 dicembre 2018.
Antonino Lo Presti è presidente onorario dell'Unione Nazionale Avvocati Enti Pubblici dal 2012 e presidente del Comitato scientifico di tale associazione di professionisti www.unaep.com

## Opere
Ha pubblicato insieme ad Antonella Trentini i seguenti libri:
- Competenze dei geometri e normativa antisismica, cap. II e IV, Filodiritto Editore, 2012, coautore Antonella Trentini
- L'avvocato degli enti pubblici. Commentario ragionato di legislazione, giurisprudenza e prassi, cap. IV, Filodiritto Editore, 2013, autore Antonella Trentini